# Siemion Siemionow
Siemion Siemionow (kaz. Семен Семенов; ur. 5 marca 1983) – kazachski zapaśnik w stylu wolnym. Zajął 30 miejsce na mistrzostwach świata w 2007. Srebrny medal na mistrzostwach Azji w 2010. Dziewiąty w Pucharze Świata w 2012 roku.